# La Unión (Italia)
L'Unione (en español La Unión) es una coalición electoral italiana, de ideología procedente del centroizquierda y heredera política de la coalición de El Olivo, que gobernó Italia entre 1996 y 2001. 
Está compuesta por los centristas católicos La Margherita y Populares UDEUR, la izquierda moderada representada por los Demócratas de Izquierda (DS), los socialistas y radicales de la Rosa en el Puño (Socialistas Demócratas Italianos y Radicales Italianos) y los Republicanos Europeos, la izquierda representada por Refundación Comunista, el Partido de los Comunistas Italianos y la Federación de los Verdes, e independientes como el partido Italia de los Valores, del ex fiscal antimafia Antonio di Pietro, formado en 2004 para enfrentarse a la coalición entonces gobernante Casa de las Libertades. 
Tras reuniones de varios partidos, se convocaron elecciones interna para elegir el candidato a presidente, que tuvieron lugar el 16 de octubre de 2005. En aquella jornada votaron 4,3 millones de italianos, resultando vencedor el expresidente de la Comisión Europea, ex primer ministro y candidato independiente Romano Prodi, con el 74% de los votos, contra el 15% del comunista Fausto Bertinotti y 5% del progresista Clemente Mastella. 
Tras una dura campaña electoral, Prodi logró el 50,1% de los votos contra el 49,7% de Casa de las Libertades (coalición del magnate Silvio Berlusconi) en la Cámara de Diputados, consiguiendo por el sistema de premio electoral para la mayoría -que es la queda con el 55% de los escaños sea cual fuere su porcentaje real de votos- 347 ecaños contra 283 de Casa de las Libertades. 
En el Senado, L´Unione venció aún más estrechamente, con el 49,8% de los votos (160 senadores) contra el 49,7 de la CDL (155 senadores). Tras una agria disputa electoral, Berlusconi presentó su dimisión al presidente Carlo Azeglio Ciampi. 
La estrecha mayoría obtenida por L'Unione provocó numerosos problemas tras la constitución del nuevo Parlamento. Sin mayoría absoluta en el Senado, hubo varios días de incertidumbre ya que la futura formación del gobierno estaba en manos de los senadores vitalicios y los legisladores venidos de las comunidades del exterior, que finalmente dieron su respaldo público a Prodi. Otro problema surgió de la elección de las autoridades de las cámaras. 
Contando con una mayoría cómoda, L'Unione logró imponer sin sobresaltos como presidente de la Cámara de Diputados al líder de Refundación Comunista, Fausto Bertinotti. Este logró dicho puesto luego de un cruce de candidaturas con el presidente de otra agrupación de L´Unione, Demócratas de Izquierda (DS), Massimo D'Alema. 
El principal choque se produjo entonces en el Senado, donde L'Unione postulaba al militante del partido centrista católico La Margherita, el ex sindicalista democristiano Franco Marini, de 73 años, enfrentándose al CDL, que postulaba al siete veces primer ministro de Italia Giulio Andreotti, de 87 años. En la primera vuelta de la votación, Marini obtuvo 160 votos, Andreotti 140 y la Liga del Norte, aliada a la CDL, obtenía 15 votos para su candidato, el polémico exministro Roberto Calderoli, con 10 abstenciones. En la segunda vuelta, la Liga respaldó a Andreotti, que obtuvo 155 votos contra 160 de Marini y 2 abstenciones. Allí mismo estalló una polémica en la tercera vuelta, donde aparecieron votos mal contados y mal escritos, por lo que hubo de repetirse la votación, todo esto no sin una polémica entre la derecha y el presidente de la Asamblea, el expresidente Oscar Luigi Scalfaro. Finalmente, en la última ronda, Marini obtuvo la mayoría de 165 votos contra 156 votos de Andreotti, gracias al respaldo de la senadora vitalicia y premio Nobel Rita Levi Montalcini, de 97 años, del senador por Argentina Luigi Pallaro, de 79 y de senadores vitalicios de menor renombre. 
Días más tarde, el enfrentamiento entre ambas coaliciones se reactivó con la elección a presidente de la República, ya que el presidente Ciampi se negaba a ser reelegido, aduciendo que tenía 86 años. Romano Prodi pedía que el saliente Ciampi le encargara la formación del gobierno para presentarlo en unas horas ante las cámaras para su aprobación, propuesta que se mostró inviable. Impedido de acceder a la presidencia del Senado, D'Alema se postuló a presidente, siendo violentamente rechazado por la derecha, la Santa Sede y algunos medios de comunicación. Tras diversas alternativas (se llegó a mencionar al ex premier Giuliano Amato como candidato de consenso), Prodi y D'Alema propusieron al exministro del Interior y ex comunista Giorgio Napolitano, de 81 años como presidente. En principio, Forza Italia, de Silvio Berlusconi y Alianza Nazionale de Gianfranco Fini junto con la democracia cristiana de Pier Ferdinando Casini respaldaron a Napolitano, pero ante la negativa del otro socio, la Liga del Norte de Umberto Bossi a dar su asentimiento, se abstuvieron. Las primeras tres votaciones arrojaron un promedio de 700 abstenciones sobre los 900 presentes. Finalmente L´Unione impuso su mayoría con 536 votos en la cuarta vuelta (que ya no requería de dos tercios) y Napolitano pudo jurar como presidente el 15 de mayo.
48 horas más tarde, Prodi presentó, tras el encargo de Napolitano, un nuevo Consejo de Ministros con la siguiente composición:
Presidente del Consejo
- Romano Prodi

Vicepresidentes
- Massimo d'Alema
- Francesco Rutelli

Ministro del Interior
- Giuliano Amato

Ministro del Exterior 
- Massimo d'Alema

Ministro de Justicia
- Clemente Mastella

Ministro de Economía
- Tommaso Padoa Schioppa

Ministro de Bienes Culturales y Turismo
- Francesco Rutelli

Ministro de Desarrollo Económico
- Pierluigi Bersani

Ministro de Infraestructura
- Antonio Di Pietro

Ministro de Defensa
- Arturo Parisi

Ministro de Políticas Agrícolas
- Paolo De Castro

Ministro de Trabajo
- Cesare Damiano

Ministro de Comunicaciones
- Paolo Gentiloni

Ministro de Salud
- Livia Turco

Ministro de Instrucción
- Beppe Fioroni

Ministro de Medio Ambiente
- Alfonso Pecoraro Scanio

Ministro de Solidaridad Social
- Paolo Ferrero

Ministro de Transporte
- Alessandro Bianchi

Ministros sin cartera
- Rosy Bindi
- Emma Bonino
- Vannino Chiti
- Linda Lanzillotta
- Giovanna Melandri
- Luigi Nicolais
- Barbara Pollastrini
- Giulio Santagata